# ألجودونيس (نيومكسيكو)
ألجودونيس (بالإنجليزية: Algodones CDP, New Mexico) هي منطقة سكنية تقع بولاية نيومكسيكو في الولايات المتحدة. تبلغ مساحتها 18.9 كم2، وترتفع عن سطح البحر 1,558 م، بلغ عدد سكانها 814 نسمة في عام 2010 حسب إحصاء مكتب تعداد الولايات المتحدة وتصل الكثافة السكانية فيها 43.1 نسمة لكل كيلومتر مربع (111.6/ميل2).

## التركيبة السكانية
حدّد مكتب تعداد الولايات المتحدة بيانات التركيبة السكانية لألجودونيس في تعداد الولايات المتحدة. في ما يلي، التركيبة السكانية حسب تعدادي 2000 و2010.

### تعداد عام 2000
بلغ عدد سكان ألجودونيس 688 نسمة بحسب تعداد عام 2000، وبلغ عدد الأسر 236 أسرة وعدد العائلات 183 عائلة مقيمة في المنطقة السكنية. في حين سجلت الكثافة السكانية 36.4 نسمة لكل كيلومتر مربع (94.3/ميل2). وبلغ عدد الوحدات السكنية 257 وحدة بمتوسط كثافة قدره 13.6 لكل كيلومتر مربع (35.2/ميل2).
وتوزع التركيب العرقي للمنطقة السكنية بنسبة 55.52% من البيض و0.58% من الأمريكيين الأفارقة و2.33% من الأمريكيين الأصليين و0.15% من الأمريكيين ذوي الأصول الآسيوية و39.39% من الأعراق الأخرى و2.03% من عرقين مختلطين أو أكثر و73.40% من الهسبانيون أو اللاتينيون من أي عرق.
بلغ عدد الأسر 236 أسرة كانت نسبة 43.6% منها لديها أطفال تحت سن الثامنة عشر تعيش معهم، وبلغت نسبة الأزواج القاطنين مع بعضهم البعض 60.6% من أصل المجموع الكلي للأسر، ونسبة 9.3% من الأسر كان لديها معيلات من الإناث دون وجود شريك، بينما كانت نسبة 7.6% من الأسر لديها معيلون من الذكور دون وجود شريكة وكانت نسبة 22.5% من غير العائلات. تألفت نسبة 14.8% من أصل جميع الأسر من عدة أفراد يعيشون في نفس المنزل ونسبة 5.1% كانت تتألف من شخص يعيش بمفرده يبلغ من العمر 65 عاماً أو أكثر. وبلغ متوسط حجم الأسرة المعيشية 2.92، أما متوسط حجم العائلات فبلغ 3.32.
بلغ العمر الوسطي للسكان 33.1 عاماً. وكانت نسبة 31.5% من القاطنين تحت سن الثامنة عشر، وكانت نسبة 6.7% بين الثامنة عشر والرابعة والعشرين عاماً، ونسبة 31.2% كانت واقعةً في الفئة العمرية ما بين الخامسة والعشرين والرابعة والأربعين عاماً، ونسبة 22.2% كانت ما بين الخامسة والأربعين والرابعة والستين، ونسبة 8.3% كانت ضمن فئة الخامسة والستين عاماً فما فوق. يوجد لكل 100 أنثى 100.6 ذكر، ويوجد لكل 100 أنثى في الثامنة عشر من عمرها فما فوق 97.1 ذكر.
بلغ متوسط دخل الأسرة في المنطقة السكنية 39,792 دولارًا، أما متوسط دخل العائلة فبلغ 42,813 دولارًا. وكان متوسط دخل الذكور 30,833 دولارًا مقابل 26,477 دولارًا للإناث. وسجل دخل الفرد الخاص بالمنطقة السكنية 15,214 دولارًا. وكانت نسبة 10.2% من العائلات ونسبة 9.8% من السكان تحت خط الفقر، وكان من هؤلاء نسبة 7.4% تحت سن الثامنة عشر ونسبة 3.6% في الخامسة والستين من العمر وما فوق.

### تعداد عام 2010
بلغ عدد سكان ألجودونيس 814 نسمة بحسب تعداد عام 2010، وبلغ عدد الأسر 271 أسرة وعدد العائلات 198 عائلة مقيمة في المنطقة السكنية. في حين سجلت الكثافة السكانية 43.1 نسمة لكل كيلومتر مربع (111.6/ميل2). وبلغ عدد الوحدات السكنية 303 وحدة بمتوسط كثافة قدره 16 لكل كيلومتر مربع (41.4/ميل2).
وتوزع التركيب العرقي للمنطقة السكنية بنسبة 49.51% من البيض و0.37% من الأمريكيين الأفارقة و13.88% من الأمريكيين الأصليين و0.86% من الأمريكيين ذوي الأصول الآسيوية و32.31% من الأعراق الأخرى و3.07% من عرقين مختلطين أو أكثر و62.90% من الهسبانيون أو اللاتينيون من أي عرق.
بلغ عدد الأسر 271 أسرة كانت نسبة 42.1% منها لديها أطفال تحت سن الثامنة عشر تعيش معهم، وبلغت نسبة الأزواج القاطنين مع بعضهم البعض 48% من أصل المجموع الكلي للأسر، ونسبة 16.2% من الأسر كان لديها معيلات من الإناث دون وجود شريك، بينما كانت نسبة 8.9% من الأسر لديها معيلون من الذكور دون وجود شريكة وكانت نسبة 26.9% من غير العائلات. تألفت نسبة 21.8% من أصل جميع الأسر من عدة أفراد يعيشون في نفس المنزل ونسبة 4.8% كانت تتألف من شخص يعيش بمفرده يبلغ من العمر 65 عاماً أو أكثر. وبلغ متوسط حجم الأسرة المعيشية 3.00، أما متوسط حجم العائلات فبلغ 3.48.
بلغ العمر الوسطي للسكان 38.1 عاماً. وكانت نسبة 26.8% من القاطنين تحت سن الثامنة عشر، وكانت نسبة 12% بين الثامنة عشر والرابعة والعشرين عاماً، ونسبة 19.8% كانت واقعةً في الفئة العمرية ما بين الخامسة والعشرين والرابعة والأربعين عاماً، ونسبة 30.5% كانت ما بين الخامسة والأربعين والرابعة والستين، ونسبة 10.9% كانت ضمن فئة الخامسة والستين عاماً فما فوق. وتوزع التركيب الجنسي للسكان بنسبة 49.1% ذكور و50.9% إناث.